# Шендорф (Рувер)
Шендорф (њем. Schöndorf) општина је у њемачкој савезној држави Рајна-Палатинат. Једно је од 103 општинска средишта округа Трир-Сарбург. Према процјени из 2010. у општини је живјело 784 становника. Посједује регионалну шифру (AGS) 7235124.

## Географски и демографски подаци
Шендорф се налази у савезној држави Рајна-Палатинат у округу Трир-Сарбург. Општина се налази на надморској висини од 435 метара. Површина општине износи 10,0 km². У самом мјесту је, према процјени из 2010. године, живјело 784 становника. Просјечна густина становништва износи 78 становника/km².